# Élections générales néo-brunswickoises de 1890
Les élection générales néo-brunswickoises de 1890, aussi appelées la 27es élections générales, eurent lieu le 20 janvier 1890 afin d'élire les membres de la 27e législature de l'Assemblée législative du Nouveau-Brunswick, au Canada. Les élections se sont déroulées avant la création des partis politiques.
Sur les 41 députés élus, 26 soutinrent le gouvernement et 15 formèrent l'Opposition officielle.